# Mömax (Magyarország)
A Mömax az osztrák XXXLutz cég egyik márkaneve.

## Magyarországon
Az osztrák XXXLutz cég magyarországi leányvállalata a MMXH Lakberendezési Korlátolt Felelősségű Társaság (székhelye: 1095 Budapest, Soroksári út 86–88.)

## Története
Az MMXH Kft., a magyarországi Möbelix és Mömax áruházak üzemeltetője, az XXXLutz osztrák cég magyarországi leányvállalata vásárolta meg a Baumax Magyarország Zrt 12 áruházát és további 6 másik telephelyét. A 2015-ben Magyarországról kivonult Baumax barkácsáruházlánc megüresedett épületeiben alakították ki a Mömax bútoráruházakat.
Az első Mömax áruház 2013-ban nyitott Győrben, amely után elkezdődött az országos lefedettség kiépítése. Jelenleg 10 áruház található az országban, a jövőben további áruház nyitások várhatóak a fővárosban és a nagyobb vidéki városokban.

## Terjeszkedési stratégiája
Mömax áruházak Magyarországon
|     | Nyitás | Város       | Cím                        | Megjegyzés            |
| --- | ------ | ----------- | -------------------------- | --------------------- |
| 1.  | 2013   | Győr        | Fehérvári út 5/B.          | Nyitás: 2013. 03. 05. |
| 2.  | 2015   | Budapest    | Szentendrei út 40.         | Nyitás: 2015. 12. 04. |
| 3.  | 2016   | Budaörs     | Sport utca 3.              | Nyitás: 2016. 02. 25. |
| 4.  | 2016   | Budapest    | Pesti út 2.                | Nyitás: 2016. 04. 28. |
| 5.  | 2016   | Kecskemét   | Halasi út 2.               | Nyitás: 2016. 07. 08. |
| 6.  | 2016   | Pécs        | Siklósi út 47.             | Nyitás: 2016. 08. 28. |
| 8.  | 2017   | Debrecen    | Balmazújvárosi út 15.      | Nyitás: 2017. 04. 05. |
| 9.  | 2017   | Szeged      | Móravárosi körút 12.       | Nyitás: 2017. 08. 02. |
| 10. | 2017   | Nyíregyháza | Kosbor utca 3.             | Nyitás: 2017. 11. 29. |
| 11. | 2019   | Sopron      | Virágfüzér utca 2.         | Nyitás: 2019. 05. 22. |
| 12. | 2021   | Miskolc     | József Attila út 67.       | Nyitás: 2021.11.10.   |
| 13. | 2022   | Budapest    | II. Rákóczi Ferenc út 277. | Nyitás: 2022.10.05.   |

Épülő áruházak
|    | Nyitás | Város          | Cím             | Megjegyzés |
| -- | ------ | -------------- | --------------- | ---------- |
| 1. | 2025   | Békéscsaba     | Szarvasi út 81. | [ 2 ]      |
| 2. | 2025   | Székesfehérvár | Holland fasor   |            |

Tervezett áruházak
|    | Nyitás | Város       | Cím | Megjegyzés |
| -- | ------ | ----------- | --- | ---------- |
| 1. | 2026   | Szombathely |     |            |
| 2. | 2027   | Szolnok     |     |            |